# Dômes de Fabédougou

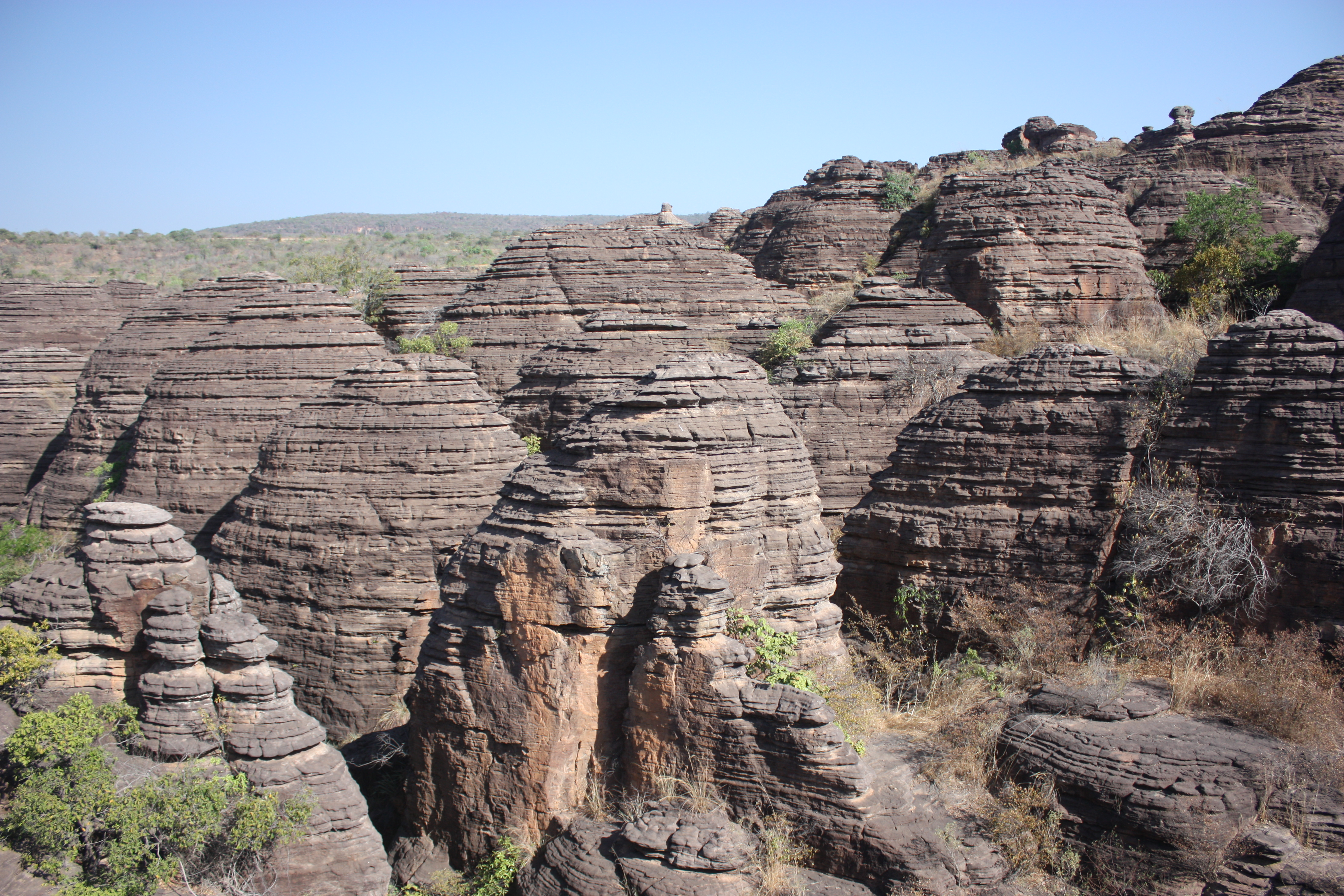
Dômes de Fabédougou

Die Dômes de Fabédougou sind eine Sandsteinformation etwa 15 Kilometer nordwestlich der Stadt Banfora im Südwesten Burkina Fasos im Departement Bérégadougou. Sie liegen nahe den Cascades de Karfiguéla im südlichen Teil der Chaîne de Banfora. Sie sind einige Meter hoch.